# Syen-Venn (Naturschutzgebiet)
Syen-Venn ist ein Naturschutzgebiet in der niedersächsischen Stadt Nordhorn und der Gemeinde Isterberg in der Samtgemeinde Schüttorf im Landkreis Grafschaft Bentheim.

## Allgemeines
Das Naturschutzgebiet mit dem Kennzeichen NSG WE 008 ist circa 196 Hektar groß. Es ist praktisch deckungsgleich mit dem 2004 ausgewiesenen, gleichnamigen FFH-Gebiet. Direkt südlich des Naturschutzgebietes liegt das Naturschutzgebiet „Weiher am Syen-Venn“.
Das Gebiet steht seit dem 14. November 1936 unter Naturschutz. Das Schutzgebiet war damals circa 270 Hektar groß, die sich auf circa 190 Hektar des Hochmoorkörpers und circa 80 Hektar des Moorrandes verteilten. 1956 wurde der Geltungsbereich der Naturschutzverordnung geändert und das Naturschutzgebiet auf 193,2 Hektar verkleinert. Zuletzt wurde die Naturschutzverordnung 2016 aktualisiert (Datum der Verordnung: 16. Juni 2016). Dabei wurde auch die Größe des Gebietes von zuvor 193,2 Hektar auf circa 196 Hektar angepasst. Zuständige untere Naturschutzbehörde ist der Landkreis Grafschaft Bentheim.

## Beschreibung
Das Naturschutzgebiet liegt in etwa zwischen Nordhorn und Bad Bentheim. Es stellt ein Hochmoorgebiet unter Schutz, das durch Entwässerung und Torfstiche verändert und teilweise stark zerkuhlt ist. Das Moor ist großflächig von Moorwald bedeckt, in dem die Moorbirke dominiert. Kleinflächig hat sich Adlerfarn vom Rand von Lichtungen aus in den Wald hineingearbeitet. Teilweise sind Hochmoorbereiche mit Wollgras-Torfmoos-Schwingrasen und Bult-Schlenken-Komplexen erhalten bzw. durch Entkusselungsmaßnahmen freigestellt worden. Daneben sind feuchte Moorheiden mit Schnabelriedgesellschaften sowie teilweise torfmoosreiche und nährstoffarme, aus ehemaligen Torfstichen entstandene oder als Reste von Heideweihern erhaltene Stillgewässer zu finden. Die Stillgewässer führen nur im zentralen Bereich ganzjährig Wasser, während sie in den Randbereichen episodisch trockenfallen. Ihre Uferbereiche werden teilweise von Schnabelseggenried eingenommen, an die sich stellenweise Bereiche mit Flatterbinse anschließen. An den nicht ganzjährig Wasser führenden Gewässern siedeln auch Schilfrohr und Rohrkolben.
In zentralen Bereichen des Schutzgebietes konnten Regenerationsprozesse angestoßen werden, in denen sich langsam wieder lebendes Hochmoor entwickelt. Im Naturschutzgebiet siedeln Glockenheide, Rosmarinheide, Gewöhnliche Moosbeere, Schmalblättriges Wollgras, Mittlerer Sonnentau sowie weitere hochmoortypische und teilweise gefährdete Pflanzenarten, darunter Blaues Pfeifengras, Sumpfherzblatt, Sumpfjohanniskraut, Lungenenzian, Heidezindelkraut und Gewöhnlicher Pillenfarn. In den Stillgewässern siedeln u. a. Strandling, Reinweißer Wasserhahnenfuß und Wasserlobelie. Das Naturschutzgebiet ist auch Lebensraum einer artenreichen Fauna. So ist hier u. a. der Moorfrosch heimisch, ebenso wie die Schmetterlingsarten Großes Wiesenvögelchen, Enzianbläuling und Hochmoorbodeneule. Die Avifauna ist u. a. durch Kranich, Korn- und Rohrweihe, Sumpfohreule, Neuntöter und Ziegenmelker vertreten. Während des Vogelzuges rasten hier Baumfalke, Bekassine, Zwergschnepfe, Waldwasserläufer, Knäkente, Krickente, Löffelente, Pirol, Raubwürger und Schwarzkehlchen.
Das Naturschutzgebiet ist von einem circa 250 Hektar großen, extensiv bewirtschafteten Grünlandgürtel umgeben. Das Moor entwässert über diverse Gräben in westlicher Richtung zur Rammelbecke, einem Nebenfluss der Dinkel, und in östlicher Richtung zum Hestruper Bach, der später in die Vechte fließt.